# ブルーノ・ネトル
ブルーノ・ネトル（Bruno Nettl、1930年3月14日 - 2020年1月15日）は、民族音楽学者、音楽学者。

## 生涯
1930年にチェコスロバキアのプラハに生まれ、1939年にアメリカ合衆国へ移住し、長じてインディアナ大学でジョージ・ヘルゾーグの下で学び、さらにミシガン大学に学んで、1964年からはイリノイ大学で教えはじめ、そこで最後は音楽と人類学の名誉教授になった。ネトルは死去するまで、パートタイムで教鞭を執り続けた。
おもに民族音楽学活動したネトルは、インディアン（1960年代、1980年代：ブラックフット・ミュージックを参照）を対象としたほか、イラン（1966年、1968年/1969年、1972年、1974年）や、南インド（1981年/1982年）においてもフィールド調査をおこなった。民族音楽学会の会長を務め、学会誌『Ethnomusicology』の編集人でもあった。ネトルは、名誉博士号をイリノイ大学、カールトン・カレッジ、ケニオン大学、シカゴ大学から贈られた。また、小泉文夫音楽賞を受賞し、アメリカ芸術科学アカデミーのフェローであった。ネトルは、米国学術団体評議会によって、2014年のチャールズ・ホーマー・ハスキンス賞講演者 (Charles Homer Haskins Prize Lecturer) に選ばれた。
学者として、教授としての長い経歴の中で、ネトルは世界各地で顕著な活動をしている民族音楽学者たちの多くを教え育て、その弟子たちの中には、フィリップ・ボールマン、クリストファー・ウォーターマン (Christopher Waterman)、マルチェロ・ソルチェ・ケラー、ヴィクトリア・リンゼイ・レヴィン (Victoria Lindsay Levine) らがいた。ネトルが1966年から1988年にかけて残した分書類は、スーザ文書館・アメリカ音楽センターに保管されており、ネトルがイリノイ大学音楽学部の音楽学部門の教授、部門代表であった時期の公私にわたる書簡類がおもな内容となっている。

## おもな著書
ネトルは極めて多作な学者であり、実に多様な学術雑誌類に多くの論文を書き、また書籍として出版された論文集に寄稿していた。以下は、彼が著者として、あるいは編者として関わった書籍である。

### 単著
- (1956). Music in Primitive Culture. Harvard University Press. ISBN 0-674-59000-7.
- (1964). Theory and Method in Ethnomusicology. The Free Press of Glencoe.
- (1965/1989). Folk and Traditional Music of the Western Continents. Prentice-Hall, Inc. ISBN 0-13-323247-6.
- (1989). Blackfoot Musical Thought: Comparative Perspectives. Ohio: The Kent State University Press. ISBN 0-87338-370-2.
- (1983/2005). The Study of Ethnomusicology. University of Illinois Press. ISBN 0-252-03033-8.
- (1985). The Western Impact on World Music. Schirmer Reference. ISBN 978-0028708607.
  - 日本語訳（細川周平 訳）ブルーノ・ネトル 著『世界音楽の時代』勁草書房、1989年
- (1995). Heartland Excursions.  University of Illinois Press. ISBN 0-252-02135-5
- (2005). Study Of Ethnomusicology. University of Illinois Press.
- (2010). Nettl's Elephant. University of Illinois Press.
- (2013). Becoming an Ethnomusicologist: A Miscellany of Influences((. The Scarecrow Press. ISBN 0-8108-8697-9.

### 共著
- (1960). （Thomas A. Sebeok との共著）Cheremis Musical Styles. Indiana University Press
- (1972). （Bela Foltin との共著）Daramad of Chahargah : a study in the performance practice of Persian music. Detroit : Information Coordinators.
- (1976). （Helen Myers との共著）Folk Music in the United States: An Introduction. Wayne State University Press.
- (1991). （Philip V. Bohlman との共著）Comparative Musicology And Anthropology Of Music. University of Chicago Press.
- (1996). （Timothy Rommen らとの共著）Excursions In World Music. Prentice Hall.
- (1996). （Gérard Béhague, Manuel García Matos との共著） Musica Folklorica Y Tradicional En Los Continentes  Alianza.
- (1998). （Melinda Russell との共著） In The Course Of Performance. University of Chicago Press.

### 編著
- (1978). Eight Urban Musical Cultures. University of Illinois Press.
- The Garland Encyclopedia of World Music. Garland Publishing.
  - (1997). Africa
  - (1998). South America, Mexico, Central America And The Caribbean
  - (1999). Europe

## 関連文献
- Marcello Sorce Keller, "Intervista con un etnomusicologo: Bruno Nettl", Nuova Rivista Musicale Italiana, 1980. no. 4, 567–576.